# Dennis J. Snower

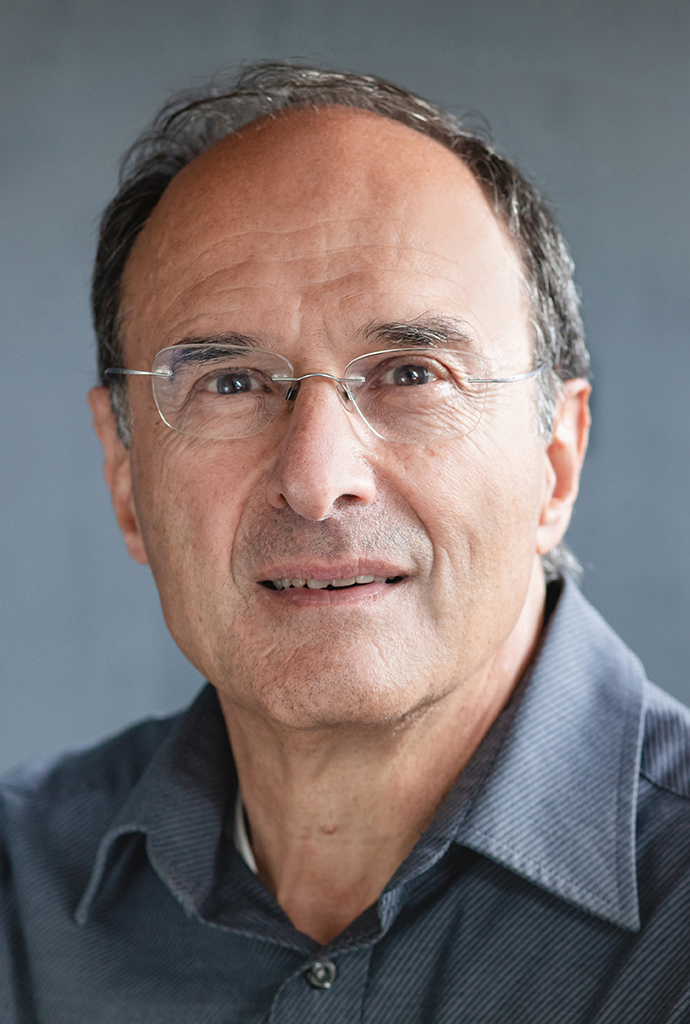
Dennis Snower 2021

Dennis J. Snower (* 14. Oktober 1950 in Wien) ist ein US-amerikanisch-deutscher Wirtschaftswissenschaftler österreichischer Herkunft, Präsident der Global Solutions Initiative und Professor für Makroökonomie und Nachhaltigkeit an der Hertie School of Governance. Er ist ehemaliger Präsident des Instituts für Weltwirtschaft in Kiel sowie Professor für theoretische Volkswirtschaftslehre an der Christian-Albrechts-Universität zu Kiel.

## Leben
Snower wurde 1950 in Wien geboren und wuchs dort bis zu seinem 17. Lebensjahr auf. Er erlangte einen BA und MA vom New College der Universität Oxford (in Philosophy, Politics and Economics, 1971) und einen MA und PhD der Princeton University (1975). Er ist US-amerikanischer Staatsbürger, verheiratet und hat zwei Kinder. Im Jahr 2018 nahm er auch die deutsche Staatsbürgerschaft an.
Er arbeitete an der University of Maryland als Assistant Professor (1975–1979), am Institute for Advanced Study als Assistant Professor (1979–1980) und am Birkbeck College, University of London (Lecturer 1980–1983, Reader 1983–1988 und Professor 1989–2004).
Von Oktober 2004 bis zum Erreichen der Altersgrenze Ende Februar 2019, war Snower Präsident des Instituts für Weltwirtschaft (IfW). Seine Nachfolge trat Gabriel Felbermayr an. Außerdem hatte er eine Professur für theoretische Volkswirtschaftslehre an der Christian-Albrechts-Universität Kiel inne. Zu seinen Forschungsschwerpunkten zählten Beschäftigungspolitik und Arbeitslosigkeit.
Snower befasst sich außerdem mit der Frage, wie das soziale Wohlergehen von Menschen gesteigert werden kann und welche Kriterien jenseits von monetären Vorteilen die Kooperationsbereitschaft von Menschen bedingen, etwa bei der internationalen Zusammenarbeit. Snower ist außerdem bestrebt, traditionelle ökonomische Modelle um Erkenntnisse aus Psychologie und Neurowissenschaft zu erweitern.
Heute liegt ein Schwerpunkt von Snowers Wirken in der Politikberatung insbesondere internationaler Institutionen wie den G20 und den G7. Dafür gründete er die Global Solutions Initiative, das Veranstaltungsformat „Global Solutions Summit“, das vom Tagesspiegel Verlag organisiert wird, und den Think Tank Zusammenschluss „Council for Global Problem-Solving“.

## Forschung und Beratung
Snower hat Regierungen in den Gebieten Arbeitsmarktpolitik, Ausbildungspolitik und Wohlfahrtsstaatreform beraten, darunter Großbritannien, Frankreich, Italien, die Niederlande, Schweden und Spanien. Er arbeitete als Berater für den Internationalen Währungsfonds (IMF) und die Weltbank und war Gastprofessor an zahlreichen Universitäten, darunter Columbia, Dartmouth College, European University Institute (Florenz), Harvard, Princeton und Stockholm.
Snower hat unter anderem in folgenden wirtschaftswissenschaftlichen Zeitschriften publiziert: American Economic Review, Economic Journal, Journal of Economic Perspectives, European Economic Review, Journal of Labor Economics.
Zusammen mit Assar Lindbeck entwickelte er die Insider-Outsider Theorie zur Erklärung der Arbeitslosendynamik in Europa und die Theorie des „Friktionalen Wachstums“ zur Erklärung der Beziehung zwischen Inflation und Arbeitslosigkeit. Mit Mitarbeitern entwarf er verschiedene wirtschaftspolitische Maßnahmen (z. B. Beschäftigungsgutscheine und Sozialkonten), die in verschiedenen Ländern angewendet wurden.
Snower ist Research Fellow am Centre for Economic Policy Research (London), Forschungsinstitut zur Zukunft der Arbeit (Bonn), CESifo (München), Euro Area Business Cycle Network und SKOPE Center an der Oxford University. Er ist Mitglied des Zentralen Beirates der Commerzbank sowie des Scientific Advisory Board des Instituts für Höhere Studien (Wien). Des Weiteren ist er Mitglied des Global Agenda Council on Economic Imbalances und des Council on the Skills Gap (beide World Economic Forum).
Snower initiierte im Jahre 2008 im schleswig-holsteinischen Plön erstmals das Global Economic Symposium (GES). Dort wurden forschungsbasierte Lösungsvorschläge für globale Probleme erarbeitet und diskutiert. Es folgten weitere GES in Kiel, Istanbul, Rio de Janeiro und Kualalumpur sowie GES-Workshops in Kiel und Taipei. Das für 2016 in Istanbul geplante GES wurde aufgrund der politischen Lage in dem Land abgesagt.
2011 wurde er zum Ordentlichen Mitglied der Akademie der Wissenschaften in Hamburg gewählt.
Zur Lösung der Eurokrise skizzierte Snower im Mai 2012 einen Vier-Punkte-Plan für Europa, der unter anderem eine „atmende Fiskalregel“ und Solvenzkriterien für die EU-Länder vorschlägt.
Während der deutschen G20-Präsidentschaft 2016/2017 leitete Dennis Snower gemeinsam mit Dirk Messner vom Deutschen Institut für Entwicklungspolitik in Bonn (DIE) die Think 20 (T20), ein Zusammenschluss von Think Tanks aus den G20-Ländern mit dem Ziel, die G20-Entscheider mit forschungsbasierten Handlungsempfehlungen zu unterstützen. Die T20 zählen zu den sogenannten Engagement Groups rund um den G20-Prozess, wie etwa Women 20, Business 20 oder Youth 20. Als einzige Engagement-Group vertreten die T20 aber keine Lobbygruppe.
Auf dem gemeinsam mit dem Tagesspiegel Verlag organisierten T20-Gipfel „Global Solutions“ wurden dem damaligen Kanzleramtsminister Peter Altmaier ein finales Dokument mit dem Titel „20 Solution Proposals for the G20“ überreicht.
Mit dem Ende der deutschen G20-Präsidentschaft wechselte auch die Leitung der T20. Die Konferenz „Global Solutions Summit“ wird als Jahrestreffen des Council for Global Problem-Solving fortgeführt und ist Teil des offiziellen T20 Jahreskalenders. Auf der Gästeliste stehen auch Offizielle aus den G20-Staaten. 2018 etwa fordert Kanzlerin Angela Merkel auf dem Gipfel die Einführung einer internationalen Digitalsteuer, 2019 mehr internationale Zusammenarbeit.

## Publikationen (Auswahl)
- The Future of the Welfare State. In: Economic Journal. Band 103, 1993, S. 700–717.
- mit Assar Lindbeck: Cooperation, Harassment and Involuntary Unemployment. In: American Economic Review. Band 78, Nr. 1, 1988, S. 167–188.
- mit Assar Lindbeck: Multi-task Learning and the Reorganization of Work. In: Journal of Labor Economics. Band 18, Nr. 3, 2000, S. 353–376.
- mit Assar Lindbeck: Insiders versus Outsiders. In: Journal of Economic Perspectives. Band 15, Nr. 1, 2001, S. 165–188.